# ロベルト・サンチェス
ロベルト・リンチ・サンチェス（Robert Lynch Sánchez, 1997年11月18日 - ）は、スペイン・ムルシア州カルタヘナ出身のサッカー選手。プレミアリーグ・チェルシーFC所属。スペイン代表。ポジションはGK。

## クラブ経歴
レバンテUDのカンテラを経て、2013年にブライトン・アンド・ホーヴ・アルビオンFCのユースチームに入団。2015年にプロ契約を締結し、U-23に昇格。2018年から2シーズンはフォレストグリーン・ローヴァーズFC、ロッチデールAFCと下部リーグにローン移籍でプレーし、経験を積んだ。
2020-21シーズンより正式にトップチームのメンバーに登録。2020年11月1日のトッテナム・ホットスパーFC戦で、監督グレアム・ポッターは、これまでの正GKマシュー・ライアンに変えて、サンチェスを起用することを決断。同試合で先発で起用され、プレミアリーグデビューを果たすも、1-2で敗戦した。以降はライアンとの併用となり、2021年1月17日のリーズ・ユナイテッドFC戦で1-0の完封でプロ初勝利を記録した。23日にはライアンがアーセナルFCに移籍したため、完全にレギュラーに定着した。更に31日のトッテナム戦でも1-0の完封勝利。更に2月3日のリヴァプールFC戦でも、敵地アンフィールドで1-0の完封勝利を収めた。
2022-23シーズンも、引き続きレギュラーとしてプレーしていたが、第23節クリスタル・パレスFC戦でハイボールの処理を誤り失点。以降はジェイソン・スティールにポジションを奪われた。
2023年8月5日、チェルシーFCに移籍した。7年契約で、移籍金は2500万ポンドとみられている。前年までの正GKを務めていたケパ・アリサバラガがレアル・マドリードへ移籍したため、開幕からスタメンの座を勝ち取り先発出場を果たした。しかし12月に試合で負傷し離脱すると、離脱中同じく新加入のジョルジェ・ペトロヴィッチが台頭したこともあってポジションを失い、結果シーズン通してリーグ戦の出場は16試合にとどまった。
2024-25シーズンは、ペトロヴィッチに代わってフィリップ・ヨルゲンセンが加入し、一時はポジションを奪われる時期もあったが、最終的には奪い返すことに成功し、リーグ戦32試合に出場した。クラブW杯では決勝戦で好セーブを連発したほか、出場した6試合で5失点、3つのクリーンシートをマークし、最優秀GK賞に当たるゴールデングローブ賞を受賞した。

## 代表経歴
サンチェスはイングランド人の父とスペイン人の母の下、スペインで生まれた。2021年3月15日、2022 FIFAワールドカップ・予選を戦うスペイン代表に初招集された。
2021年5月24日、UEFA EURO 2020に臨むスペイン代表に選出された。
2022年11月11日、W杯カタール大会に臨むメンバーの1人に選ばれた。

## 代表歴

### 出場大会
- スペイン代表
  - 2022 FIFAワールドカップ

### 試合数
- 国際Aマッチ 3試合 0得点（2021年-）[12]

| スペイン代表 | 国際Aマッチ | 国際Aマッチ |
| 年           | 出場        | 得点        |
| ------------ | ----------- | ----------- |
| 2021         | 1           | 0           |
| 2022         | 1           | 0           |
| 2023         | 0           | 0           |
| 2024         | 1           | 0           |
| 通算         | 3           | 0           |